# Gas asfixiante
Un gas asfixiante es un gas no tóxico o mínimamente tóxico que reduce o desplaza la concentración normal de oxígeno en la respiración de aire. La respiración de aire sin oxígeno puede provocar la muerte por asfixia (asfixia). Debido a que los gases asfixiantes son relativamente inertes e inodoros, su presencia en alta concentración puede no notarse, excepto en el caso del dióxido de carbono (hipercapnia). 
Los gases tóxicos, por el contrario, causan la muerte por otros mecanismos, como competir con el oxígeno a nivel celular (por ejemplo, monóxido de carbono) o dañar directamente el sistema respiratorio (por ejemplo, fosgeno). Cantidades mucho más pequeñas de estos son mortales. 
Ejemplos notables de gases asfixiantes son metano, nitrógeno, argón, helio, butano y propano. Junto con los gases traza como el dióxido de carbono y el ozono, estos componen el 79% de la atmósfera de la Tierra. 

## Peligro de asfixia
Los gases asfixiantes en el aire respirable normalmente no son peligrosos. Solo donde las concentraciones elevadas de gases asfixiantes desplazan la concentración normal de oxígeno existe un peligro. Ejemplos son: 
- Desplazamiento ambiental de gas 
  - Espacios confinados, combinados con fugas accidentales de gas, como minas,[1] submarinos,[2] refrigeradores,[3] u otros espacios confinados[4]
  - Sistemas de extinción de incendios que inundan espacios con gases inertes, como centros de datos informáticos y bóvedas selladas
  - Liberación natural de gas a gran escala, como durante el desastre del lago Nyos en el que el dióxido de carbono liberado volcánicamente mató a 1.800 personas.[5]
  - La liberación de helio se evapora por la energía liberada en un enfriamiento de imán como el Gran Colisionador de Hadrones o una máquina de resonancia magnética.
  - Subiendo dentro de un globo inflable lleno de helio[6]
- Administración directa de gas. 
  - Administración exclusiva, como inhalar el contenido de un globo lleno de helio[7]
  - Administración involuntaria de gas asfixiante en respiradores[8]
  - Uso en suicidio[9][10] y asfixia erótica[11]

## Gestión de riesgos
El riesgo de respirar gases asfixiantes se subestima con frecuencia, lo que lleva a la muerte, generalmente por respirar helio en circunstancias domésticas y nitrógeno en entornos industriales.
El término asfixia a menudo se asocia erróneamente con el fuerte deseo de respirar que ocurre si se impide la respiración. Este deseo es estimulado por los niveles crecientes de dióxido de carbono. Sin embargo, los gases asfixiantes pueden desplazar el dióxido de carbono junto con el oxígeno, evitando que la víctima sienta falta de aliento. Además, los gases también pueden desplazar el oxígeno de las células, lo que lleva a la pérdida de la conciencia y la muerte rápidamente. 

### Estados Unidos
El manejo de gases asfixiantes comprimidos y la determinación del ambiente apropiado para su uso están regulados en los Estados Unidos por la Administración de Seguridad y Salud Ocupacional (OSHA). El Instituto Nacional de Seguridad y Salud Ocupacional (NIOSH) tiene una función de asesoramiento. OSHA exige que los empleadores que envían trabajadores a áreas donde se sabe o se espera que la concentración de oxígeno sea inferior al 19.5% cumplan con la disposición de la Norma de Protección Respiratoria [29 CFR 1910.134]. En general, el trabajo en un ambiente de oxígeno reducido requiere un SCBA o línea aérea respirador. La regulación también requiere una evaluación de la capacidad del trabajador para realizar el trabajo mientras usa un respirador, la capacitación regular del personal, la prueba de ajuste del respirador, el monitoreo periódico del lugar de trabajo y el mantenimiento, inspección y limpieza regulares del respirador. Los contenedores deben estar etiquetados de acuerdo con el Estándar de Comunicación de Peligros de OSHA [29 CFR 1910.1200]. Estas regulaciones fueron desarrolladas de acuerdo con las recomendaciones oficiales del folleto P-1 de la Asociación de Gas Comprimido (CGA). Las pautas específicas para la prevención de la asfixia debido al desplazamiento de oxígeno por gases asfixiantes están cubiertas por el folleto SB-2 de CGA, Atmósferas deficientes en oxígeno.  Las pautas específicas para el uso de gases distintos al aire en los respiradores de respaldo están cubiertas en el folleto SB-28, Seguridad de los sistemas de aire de instrumentos respaldados por gases distintos al aire.

#### Gas olorizado
Para disminuir el riesgo de asfixia, ha habido propuestas para agregar olores de advertencia a algunos gases de uso común como el nitrógeno y el argón. Sin embargo, CGA ha argumentado en contra de esta práctica. Les preocupa que la odorización pueda disminuir la vigilancia de los trabajadores, no todos puedan oler los olores, y asignar un olor diferente a cada gas puede no ser práctico. Otra dificultad es que la mayoría de sustancias odoríferas (por ejemplo, los tioles) son químicamente reactivos. Esto no es un problema con el gas natural destinado a ser quemado como combustible, que es habitualmente odorizado, pero un uso importante de los asfixiantes como nitrógeno, helio, argón y criptón es proteger los materiales reactivos de la atmósfera.

## En minería
Los peligros del exceso de concentraciones de gases no tóxicos se han reconocido durante siglos en la industria minera. El concepto de humedad negra (o "stythe") refleja la comprensión de que ciertas mezclas gaseosas pueden provocar la muerte con una exposición prolongada. Las muertes tempranas en la minería debido a incendios y explosiones mineras a menudo fueron el resultado de la invasión de gases asfixiantes a medida que los incendios consumían oxígeno disponible. Los primeros respiradores autónomos fueron diseñados por ingenieros mineros como Henry Fleuss para ayudar en los esfuerzos de rescate después de incendios e inundaciones. Mientras que los canarios se usaban típicamente para detectar monóxido de carbono, herramientas como la lámpara Davy y la lámpara Geordie fueron útiles para detectar metano y dióxido de carbono, dos gases asfixiantes. Cuando el metano estaba presente, la lámpara se quemaría más alto; Cuando el dióxido de carbono estaba presente, la lámpara se desvanecería o se apagaría. Los métodos modernos para detectar gases asfixiantes en las minas llevaron a la Ley Federal de Seguridad y Salud de las Minas de 1977 en los Estados Unidos, que estableció estándares de ventilación en los que las minas deberían ser "...ventiladas por una corriente de aire que contenga no menos del 19.5 por ciento en volumen de oxígeno, no más de 0,5 volúmenes por ciento de dióxido de carbono."